# Барши, Олдаир
Олдаир Барши (порт.-браз. Oldair Barchi; 1 июля 1939, Сан-Паулу — 31 октября 2014, Белу-Оризонти) — бразильский футболист, опорный полузащитник и левый защитник.

## Карьера
Олдаир начал карьеру в клубе «АА Бом-Ретиру». В возрасте 16 лет один из сотрудников клуба «Палмейрас», бывший соседом Олдаира, пригласил юношу на просмотр. Просмотр проводил Каньотиньо, бывший игрок клуба, ныне работавший тренером молодёжного состава. Одаир приглянулся тренеру и стал игроком «Вердао». С 1957 года футболист стал играть за основной состав. Он выиграл в 1959 году чемпионат штата Сан-Паулу. В клубе футболист попеременно выступал в центре и левом фланге полузащиты и с левого края обороны. В январе 1961 года игрок перешёл во «Флуминенсе» за 600 тыс. крузейро, куда его пригласил Зезе Морейра. Футболист играл за клуб на протяжении 5 лет, проведя 135 матчей (72 победы, 30 ничьих и 33 поражения) и забил 22 гола. Он выиграл с клубом чемпионат штата в 1964 году. Последний матч за клуб Одаир провёл 26 января 1965 года с «Рио-Бранко». 7 марта того же года игрок перешёл в «Васко да Гаму», вновь приглашённый Зезе Морейрой, который также сменил клуб. В первой игре Одаир сыграл на позиции полузащитника, а его клуб крупно проиграл «Палмейрасу» со счётом 1:4. В том же году клуб дошёл до финала Кубка Гуанабара. В решающем матче «Васко» противостоял «Ботафого», где на правом фланге атаки играл Гарринча. Одаир смог сдержать одного из лучших игроков в истории бразильского футбола, а его клуб победил 2:0. В 1966 году игрок был одним из 47 кандидатов на поездку на чемпионат мира, но незадолго до начала турнира получил сотрясение мозга и в состав не попал. В том же сезоне он помог своей команде выиграть турнир Рио-Сан-Паулу. Всего за «Васко» Одаир провёл 138 матчей и забил 15 голов.
В 1968 году Олдаир перешёл в клуб «Атлетико Минейро», будучи обменян на Боглеуша. Он дебютировал в команде 11 февраля в матче с «Бангу», в котором его команда проиграла 1:2. Первоначально он использовался как полузащитник, но после ухода из клуба Эктора Синкунеги перешёл на позицию слева в обороне. На следующий год у полузащитника состоялся конфликт с главным тренером команды Доривалом Юстричем, который даже вывел футболиста из команды. Игрок вернулся в состав лишь после замены Юстрича на Теле Сантану на посту главного тренера команды. В 1970 году клуб выиграл титул чемпиона штата, а на следующий год повторил этот успех. В 1971 году в первой игре финального трёхстороннего противостояния с «Сан-Паулу» Олдаир забил единственный гол. После победы во второй игре с «Ботафого», Атлетико выиграл первый в истории официальный чемпионат Бразилии. Защитник играл за клуб до 1973 года, был капитаном команды, проведя 281 матч и забив 61 гол. Последний матч за клуб игрок провёл 3 июня против «Америка Минейро» (1:1). Последними клубами в карьере Олдаира стали СЭУБ и ЭСАБ.
После окончания игровой карьеры Олдаир работал в лаборатории клинического анализа и продавцом стройматериалов. Был тренером молодёжного состава «Атлетико Минейро» и администратором Вила Олимпика. В последние годы жизни Олдаир страдал от рака лёгких, был госпитализирован в госпиталь Лушембургу. Он умер в возрасте 75 лет в Белу-Оризонти. Футболист был похоронен на кладбище Терра Санта в Сабаре.

## Достижения
- Чемпион штата Сан-Паулу: 1959
- Чемпион штата Рио-де-Жанейро: 1964
- Победитель Турнира Рио-Сан-Паулу: 1966
- Чемпион штата Минас-Жерайс: 1970, 1971
- Чемпион Бразилии: 1971